# Bo (muong jezik)
Bo jezik (ISO 639-3: bgl), austroazijski jezik mon-khmerske porodice, kojim govori 2 950 (2000) u centralnolaoskim provincijama Kammouan, Lak Sao i Bolikhamxay.
Pripadnici etničke grupe Bo žive blizu istočne obale rijeke Mekong. Jezik se klasificira u viet-muonšku podskupinu muong koju čini s jezicima muong [mtq] i nguôn [nuo] 
.

## Vanjske poveznice
- Ethnologue (14th)
- Ethnologue (15th)